# Haus Crespin
Das Haus Crespin war eine Familie des normannischen Adels, die bereits in der ersten Hälfte des 11. Jahrhunderts sicher bezeugt ist und Ende des 17. Jahrhunderts ausstarb. Der Überlieferung nach nahm sie an der Normannischen Eroberung Englands teil, wurde dort mit der ältesten Linie auch sesshaft, während die jüngere Linie in der Normandie blieb.
Die wichtigsten Lehen der Familie waren Notre-Dame-du-Bec und Saint-Martin-du-Bec, Boury-en-Vexin und Vardes. Die in der Familie getragenen Titel sind Marquis de Vardes, Comte de Moret, Barons de Dangu, du Bec, d’Étrépagny, de La Bosse, Seigneurs de Fleury (1355 bis 1462), de Lisors (12. Jahrhundert bis 1365), de Montmorin, de Neaufles-Saint-Martin
Die wichtigsten Familienmitglieder sind:
- Gilbert Crespin († um 1060), Mitgründer der Abtei Le Bec
- Guillaume Crespin I. († 1074), Baron du Bec-Crespin, Teilnehmer an der Normannischen Eroberung Englands
- Gislebert Crespin († 1117), Abt von Westminster Abbey
- Éléonore de Vitré († 1232/33), Ehefrau von Gilbert Crespin V. († 1191) und William of Salisbury, 2. Earl of Salisbury († 1196), Mutter von Ela of Salisbury († 1261).
- Guillaume Crespin V. († 1313), Marschall von Frankreich
- Michel du Bec-Crespin († 1318), Kardinal
- Antoine Crespin († 1472), Bischof von Laon, Pair de France, dann Erzbischof von Narbonne
- Philippe du Bec († 1605), Bischof von Vannes, dann Bischof von Nantes und Erzbischof von Reims
- Jean du Bec († 1610), Bischof von Saint-Malo und Schriftsteller
- Jacqueline de Bueil († 1651), Comtesse de Moret, Mätresse des Königs Heinrich IV., später Ehefrau von René II. Crespin du Bec, Marquis de Vardes
- Antoine du Bec († 1658), Comte de Moret
- Renée Crespin du Bec de Vardes († 1659)
- François du Bec Crespin († 1688), Marquis de Vardes
- Marie Elisabeth du Bec († 1743), dessen Tochter, die als Ehefrau von Louis de Rohan-Chabot, Duc de Rohan, Pair de France, Prince de Léon etc. den Familienbesitz der Familie Rohan-Chabot zuführte

## Herkunft ohne Beleg
Die zeitgenössischen Quellen zur Familiengeschichte sind extrem verworren und oft widersprüchlich, einige Chronisten geben sogar für die Earls of Pembroke aus dem Haus Clare, und Bec-Crespin, die gleichen Ursprünge an.
Louis Moréri berichtet von der unbelegten Angabe, dass die Familie Le Bec oder Bec-Crespin im 10. Jahrhundert aus der Familie Grimaldi, Fürsten von Monaco, hervorgegangen sei, und sich in der Normandie niedergelassen habe: Grimaldi, Fürst von Monaco, hab Crespine geheiratet, Tochter von Rollo oder Raoul I., Herzog der Normandie, und mit ihr die Söhne Gui, Fürst von Monaco, und Crespin, genannt Ansgotus, gehabt, der sich in der Normandie niederließ. Crespin, genannt Ansgotus, wiederum habe, Louise oder Hellois geheiratet, die zu einer Tochter von Raoul, Graf von Guînes, gemacht wurde, von der er drei Söhne bekam: Gilbert, sein Nachfolger, Raoul oder Rollo und Herluin, der Gründer und erste Abt der Abtei Le Bec. Bei Herluin gebe es nun die Schwierigkeit, dass er nach anderen Texten zwei Brüder hatte, Eudes und Roger, die wiederum in der Genealogie des Hauses Grimaldi nach Charles de Venasque nicht vorkommen.

## Stammliste

### Erste Generationen
1. Guillaume, Seigneur du Bec
  1. Angot (Ansgoth, genannt Crespin; * 975), Seigneur du Bec(-Crespin); ⚭ Héloïse (Loïse) de Guines, wohl Tochter von Raoul, Comte de Guînes
    1. ? Gilbert (I.), genannt Crespin (* um 1025; † um 1060), Baron du Bec(-Crespin), Seigneur de Damville et de Bourth, Comte de Brionne, Capitaine de Tillières, half 1034 Hellouin, Gründer und erster Abt von Le Bec, bei der Gründung des Klosters; ⚭ Gunnora d’Aunou (alias de Courcy), Schwester von Foulques d’Aunou, Tochter von Baldric (Baudry), genannt le Teuton, Seigneur de Bacqueville, und NN de Brionne (zu Gilbert und Foulques vgl. Begleiter Wilhelms des Eroberers)
      1. Gilbert (II.) Crespin (* 1038; † 1109), Seigneur de Tillières; ⚭ vor 1109 Hersende (* 1068; † nach 1109), wohl Tochter von Richard de Courcy und Wandelmode – Nachkommen siehe unten
      2. Guillaume Crespin (I.) († 8. Januar 1074), Seigneur et Baron du Bec(-Crespin), Seigneur de Bournainville, 1066 Teilnehmer an der Normannischen Eroberung Englands, 1082 Zeuge bei der Gründung der Abteien Saint-Étienne und Sainte-Trinité in Caen durch Wilhelm den Eroberer[4]; ⚭ Eva (Adalise) de Montfort (* um 1023; † 23. Januar 1099), Tochter von Simon de Montfort, Seigneur de Montfort-l’Amaury, und Isabeau de Broyes[5] – Nachkommen siehe unten
      3. Robert Crespin († ledig 1066 in Konstantinopel), in byzantinischen Diensten
      4. Milon Crespin
      5. Hesilia (Elise) Crespin († nach 1086); ⚭ (1?) Ælfgar († 1062), Earl of Mercia, Earl of Leicester; ⚭ (1/2) nach 1063? Guillaume Malet († um 1071), Seigneur de Graville, Herr der Honor of Eye (Suffolk), 1069 Vicomte de York (Haus Malet)
      6. Emma Crespin; ⚭? NN de Condé – die Eltern von Pierre de Condé

### Die Linie Tillières
1. Gilbert Crespin II. (* 1038; † 1109), Seigneur de Tillières; ⚭ vor 1109 Hersende (* 1068; † nach 1109), wohl Tochter von Richard de Courcy und Wandelmode – Vorfahren siehe oben
  1. Gilbert Crespin III. (* um 1088; † nach 1130) Seigneur de Tillières, Damville et Bourth; ⚭ Laurence (* um 1084; † 1154)
    1. Gilbert Crespin IV. de Tilleres (* um 1130; † 1160/73), Baron de Tillières et de Damville; ⚭ Juliana de Laigle (* um 1145; † um 1170), Nonne dann Priorin von La Chaise-Dieu du Theil, wohl Tochter von Richer II. de Laigle († 1176) und Béatrix
      1. Gilbert Crespin V. de Tillières (* 1159; † 13. Juli 1191 in Saint-Jean d’Acre), Baron de Tillières, Damville et Bourth, mit Lehen in Leicestershire und Warwickshire; ⚭ zwischen Juni 1184 und 1185 Éléonore (Aliénor) de Vitré (* um 1158/60; † 20. Juni oder 12. August 1232/33), Tochter von Robert III. de Vitré († 1173) (Haus Vitré) und Emma de Dinan († 1186), Witwe von Guillaume III. Paynel d’Hambye et de Drax, Baron de Marcey († 1184), sie heiratete in 3. Ehe um 1187 William of Salisbury, 2. Earl of Salisbury, Comte d’Évreux († 1196), und in 4. Ehe vor 1198 Gilbert des Malesmains († nach 1205) – die Kinder von Gilbert und Éléonore standen unter der Vormundschaft von Philippe de Creully, Sohn von Richard de Creully und Enkel von Robert, 1. Earl of Gloucester; sie sind die Halbgeschwister von Ela of Salisbury, die von Richard Löwenherz mit seinem Halbbruder William Longespee verheiratet wurde.
        1. Juliana de Tillières (* 1186/88; † 1227), Dame de Tillières; ⚭ (1) Baldwin Rastel, Parteigänger Johann Ohnelands; ⚭ (2) Gui IV. Mauvoisin, Seigneur de Rosny († zwischen 21. Juli 1252 und 1253), Sohn von Gui III. de Mauvoisin und Alix de Porhoët, er heiratete in zweiter Ehe Ide de Picquigny
        2. Gilbert VI. de Tillières (* um 1186; † nach September 1220), Baron de Creully; ⚭ nach 1188 NN de Creully, Tochter seines Vormunds Philippe de Creully
        3. Jeanne (Joan) de Tillières (* 1186/88; † nach 1219); ⚭ um 1202/05 Thomas de Malesmains, Seigneur de Piencourt (* um 1180; † 1218/19)

  2. Renaud Crespin
  3. ? Ribauld Crespin
  4. Landri Crespin

### Die Linie Bec-Crespin, 11. bis 14. Jahrhundert
1. Guillaume Crespin I. († 8. Januar 1074), Seigneur et Baron du Bec(-Crespin), Seigneur de Bournainville, 1066 Teilnehmer an der Normannischen Eroberung Englands, 1082 Zeuge bei der Gründung der Abteien Saint-Étienne und Sainte-Trinité in Caen durch Wilhelm den Eroberer[6]; ⚭ Eva (Adalise) de Montfort (* um 1023; † 23. Januar 1099), Tochter von Simon de Montfort, Seigneur de Montfort-l’Amaury, und Isabeau de Broyes[7] – Vorfahren siehe oben
  1. Guillaume Crespin II., Baron du Bec-Crespin, Seigneur d’Ètrépagny et Bournainville, Vicomte de Neaufles, Châtelain de Dangu, 1118 bei der Verteidigung der Burg L’Aigle, 1124 (?) bei der Belagerung der Burg Gisors; ⚭ Agnès, Dame d’Étrépagny, Tochter von Godefroi
    1. Guillaume Crespin III. († nach 1163/73?), Baron de Bec-Crespin, Seigneur d‘Étrépagny, Grand Chambellan de Normandie; ⚭ Yvonne de Tancarville[8]
      1. ? Amauri Crespin und Gilbert Crespin, 1150/51 bezeugt
      2. Guillaume Crespin
      3. Josselin Crespin (auch Goscelin etc.; † wohl nach 1180), wohl 1150/51 bezeugt[9], Baron du Bec-Crespin et de Livarot, Seigneur d’Étrépagny et de Dangu; ⚭ wohl vor 1138/41 Isabeau du Plessis, Dame de Dangu, Tochter von Robert de Dangu und Euphémie
        1. Guillaume Crespin III. (* um 1185; † 1223), Baron du Bec-Crespin et de Dangu, Seigneur d’Étrépagny, de Lisors et Dancy; ⚭ Eve d’Harcourt, Dame de Lisors, Tochter von Guillaume, Sire d’Harcourt, und Hué d’Amboise (Haus Harcourt)
          1. Guillaume Crespin IV. (* um 1215; † um 1260), 1224/36 bezeugt, Baron du Bec-Crespin et de Dangu, Seigneur d’Étrépagny et de Lisors, Mauny, Vesly et Neaufles-Saint-Martin; ⚭ (1) um 1210 Amicie de Roye (* um 1210; † 28. Juli …), 1224 bezeugt, Tochter von Barthélemy de Roye, Chambrier de France, und Péronelle de Montfort, Witwe von Raoul du Sart, Châtelain de Laon; ⚭ (2) vor 1230 Alix de Sancerre (* 1216; † nach 1263), Dame de Mauny et de Châtillon-sur-Loing, Tochter von Étienne de Sancerre, Seigneur de Châtillon-sur-Loing, Bouteiller de France, und Éléonore de Soissons[10]
            1. (1) Jean Crespin (* vor 1230; † 7. Februar (1297)), Seigneur de Lisors et de Saint-Clair-sur-Epte; ⚭ Amicie de Ferrières († 1316)
              1. Jean Crespin, Seigneur de Lisors et de Saint-Clair-sur-Epte
              2. Guillaume Crespin, Seigneur d’Arquency
              3. Étienne Crespin († 1327 ohne Nachkommen)
              4. Léonore Crespin († nach 1296), Dame de Ferrières-Saint-Hilaire et de Ry; ⚭ um 1250 Guillaume, Châtelain de Beauvais

            2. (1) Guillaume Crespin V., genannt le Jeune (* um 1245/46; † 26. August 1313), Baron du Bec-Crespin, de Dangu et d’Étrépagny, Lisors, Varenguebec et Neaufles, 1262 Connétable de Normandie, Marschall von Frankreich, nahm am Siebten Kreuzzug teil; ⚭ um 1262 Jeanne de Mortemer, Baronne de Varenguebec, Dame de La Luthumière et du Bec de Mortemer († vor 1271), Erbtochter von Guillaume de Mortemer, Baron de Varenguebec, Seigneur de La Luthumière, de Mortemer etc., Connétable de Normandie
              1. Guillaume Crespin VI. († 26. August 1333), 1297/1318 bezeugt, Baron du Bec-Crespin, d‘Étrépagny, de Varenguebec, Neaufles et La Luthumiére, Connétable de Normandie; ⚭ Mahaut de Bommiers/Beaumetz, 1330 bezeugt, Dame de Tournanfuye et Villebéon, Blaison et Mirebeau, Tochter von Thibaud, Seigneur de Beaumetz, und Marguerite de Villebéon
                1. Jeanne Crespin († 14. Januar 1374), Dame de Varenguebec, Neufles et d’Étrépagny; ⚭ (1?) Gui Le Baveux de Garencières, 1303 Seigneur de Garencières, Baron de Tillières; ⚭ (2?) 1334 Jean III. de Melun (* um 1318; † 1382), 1351 Comte de Tancarville, Vicomte de Melun, Seigneur de Montreuil-Bellay 1347 Grand Chambellan de France et de Normandie, Grand Maître et Connétable de Normandie, Gouverneur von Burgund, Champagne et Brie, Maître d’hôtel du Roi, Grand Bouteiller de France, Sohn von Jean II., Vicomte de Melun, und Jeanne, Dame de Tancarville (Haus Melun)
                2. Marie Crespin, Dame et Baronne du Bec-Crespin, de La Luthumière, de Boutavant et de Louves; ⚭ (1) 1334 Jean de Châlon, genannt le Chevalier Blanc († 1379), Comte d’Auxerre, de Chalon et de Tonnerre, Grand Bouteiller de France, Sohn von Jean II. de Châlon, Comte d’Auxerre, genannt le Grand, und Alix de Bourgogne (Haus Chalon); Jean III. de Chalon verkauft Le Bec-Crespin an Guillaume, Seigneur des Bordes; ⚭ (2) Guillaume IV. Sanglier (* 1350; † 1405), Chevalier, Seigneur d’Exodun, de Bizay, La Guillotièret et Bray

              2. Jean Crespin (* um 1268; † 10. Dezember 1333), Baron de Dangu, Seigneur de Mauny et de Lisors; ⚭ Jeanne Bertrand, genannt Tesson, Dame de Thury – Nachkommen siehe unten

            3. (2) Jean Crespin, Baron de Dangu, de Mauny, de Lisors, 1315/18 bezeugt; ⚭ Aude du Bec
              1. Anne Crespin; ⚭ Robert II. d’Esneval (* um 1182; † nach Oktober 1242)

            4. (2) Hugues Crespin; ⚭ Amicie de Ferrières († 1294)[11] – Nachkommen siehe unten

          2. Isabeau Crespin, Dame de Livarot; ⚭ um 1200 Robert de Neufbourg, Baron d’Annebec, Seigneur de Livarot († 1159, s. Haus Beaumont)
          3. Simon Crespin

        2. Robert Crespin, Seigneur d’Harquency et de Farceaux, Wohltäter der Abtei Mortemer; ⚭ Agnès de Rouvray
        3. Eustache Crespin
        4. Agnès Crespin; ⚭ Goël de Baudemont, Seigneur de Bacqueville († nach 1203), Sohn von Baudry de Bray
        5. Eva Crespin († vor 1192); ⚭ Robert II. d’Harcourt, genannt le Vaillant († 1208), Seigneur d’Harcourt et de Beauficel, Sohn von Guillaume I. d’Harcourt und Hué d’Amboise (Haus Harcourt)
        6. Emmeline Crespin
        7. Marcelle Crespin; ⚭ (1) Jean de Gisors; ⚭ (2) Raoul de Tancarville

      4. Laetitia Crespin; ⚭ NN
      5. Robert Crespin
      6. Agnès Crespin; ⚭ Goël de Baudemont

  2. Simon Crespin
  3. Gislebert Crespin († 6. Dezember 1117), geistlich in der Abtei Le Bec, 1083 Abt von Westminster Abbey
  4. Manassès Crespin († 1066)
  5. Milon Crespin II. († 1107), wohl identisch mit Miles Crespin († 1107), Lord of Wallingford Castle, Beddington, Chessington und weiteren Lehen in Surrey, Berkshire, Wiltshire, Buckinghamshire und Oxfordshire; ⚭ wohl vor Ostern 1084 Matilda de Oilly, Dame de Wallingford, Tochter von Robert de Oilly, sie heiratete in zweiter Ehe Brian FitzCount (siehe unten)
    1. Hugh Crespin
    2. Matilda Crespin († nach 1150), Lady of Wallingford; ⚭ Brian FitzCount (* um 1090/1100; † nach 1141/42), einer der führenden Parteigänger der Kaiserin Matilda während des englischen Bürgerkriegs von 1135 bis 1154, wohl unehelicher Sohn von Herzog Alain IV. von Bretagne.

### Die Linie Bec-Crespin, 14. bis 15. Jahrhundert
1. Jean Crespin (* um 1268; † 10. Dezember 1333), Baron de Dangu, Seigneur de Mauny et de Lisors; ⚭ Jeanne Bertrand, genannt Tesson, Dame de Thury – Vorfahren siehe oben
  1. Guillaume Crespin VII. (* um 1305), Seigneur de Mauny, 1324 bezeugt; ⚭ Jeanne de Moy, sie heiratete in zweiter Ehe Jean de Méricourt
    1. Yolande Crespin; ⚭ Jean d’Estouteville, Seigneur de Torcy et Charlemesnil († 1356)
    2. Guillaume Crespin VIII., Chevalier, Seigneur de Mauny, dann Seigneur du Bec-Crespin (zurückgekauft von den Rechtsnachfolgern des Grafen von Auxerre), 1343/88 bezeugt; ⚭ Jeanne de Calletot, Dame des Trois-Villes de Saint-Denis et de la Forêt de Lyons, Tochter von Guillaume de Calletot, Seigneur de Berneval-en-Caux, und Marguerite de Houdan/Houdenc
      1. Guillaume Crespin IX. († vor 1425), Baron du Bec-Crespin, Seigneur de Mauny, Planes et Maulévrier, von den Engländern 1418 enteignet; ⚭ Jacqueline d’Auvricher, Maréchale héréditaire de Normandie, 1425 Witwe, Tochter von Robert d’Auvricher, 1363 Maréchal de Normandie, und Jeanne de Préaux
        1. Jean Crespin II. († nach 3. April 1453), Seigneur de Mauny, d’Auvricher, du Bec-Crespin et de Cramesnil, Maréchal héréditaire de Normandie; ⚭ 11. März 1452 Marguerite de Chaumont-Amboise, Tochter von Pierre de Chaumont-Amboise und Anne de Bueil, sie heiratete in zweiter Ehe am 25. August 1457 Jean de Rochechouart, Seigneur de Mortemart – keine Nachkommen, Erbin wurde seine Schwester Jeanne
        2. Antoine Crespin[12] († 15. Oktober 1472 oder kurz danach), 1447 bis 3. März 1449 Bischof von Paris (nicht geweiht), 3. März 1449 bis 1460 Bischof und Herzog von Laon, Pair de France, 1453 Seigneur de Mauny et du Bec-Crespin als Nachfolger seines Bruders, ab 18. Januar 1460 Erzbischof von Narbonne
        3. Jeanne Crespin, 1472 Dame de Mauny, Maulévrier et du Bec-Crespin; ⚭ Pierre de Brézé, Baron de Maulévrier, Seigneur de La Varenne (X 16. Juli 1465), Sohn von Pierre de Brézé, Seigneur de La Varenne, und Clémence Carbonnel; sie verkaufen die Trois villes de Saint-Denis assise en la Forêt de Lyons an Louis d’Harcourt (Haus Brézé)
        4. Jacqueline Crespin (* um 1415; † 20. Januar 1484); ⚭ (1) Robert de Floques, genannt Floquet (* 1411; † 7. Dezember 1461), Bailli von Évreux; ⚭ (2) Pierre d’Ercambourg
          1. Jeanne de Floques (* um 1430; † um 1480); ⚭ Gilles de Rouvroy de Saint-Simon (* um 1410; † 1477)

      2. Ide Crespin, 1419 Witwe; ⚭ Louis de Thibouville, Chevalier

    3. Jeanne Crespin, 1380 bezeugt; ⚭ März 1351[13] Raoul, genannt Herpin, Seigneur de Saint-Sauflieu; ⚭ (2) Jean III., genannt Flamenc, Seigneur de Crevecœur, de Thois, de Proyart, d’Ons, de Juvignies, Rotangny, Maisoncelle, Catheux et Verderel († vor 1380), Sohn von Renaud II. und Colette de Masmines, Witwer von Jeanne d’Argies und Jeanne de Beauvais

  2. Jean Crespin II., Baron de Dangu, Seigneur de Lisors, Mauny et Barneville; ⚭ um 1290 Jeanne d’Avaugour, Dame de L’Aigle, Tochter von Henri III. d’Avaugour und Marie de Beaumont
    1. Blanche Crespin, Dame de Thury et Dangu, 1367 bezeugt; ⚭ (1) Louis, Seigneur de Ferrières († 1327); ⚭ (2) Pierre III. de Préaux, Seigneur de Prayaulx
    2. Guillaume Crespin († vor 1353), Baron de Dangu; ⚭ Agnès de Trie, 1353/62 bezeugt

  3. Jeanne Crespin, Dame de Thury; et de la Baronie de La Motte-Cesny et de Grimbsoc; ⚭ Guy de Tournebu, Baron, Seigneur de Tourville, 1269 Kreuzritter

### Die Herren von Boury und Villebeón
1. Hugues Crespin; ⚭ Amicie de Ferrières († 1294)[14] – Vorfahren siehe oben
  1. Jean Crespin; ⚭ Tiphaine Paon
    1. Guillaume Crespin; ⚭ NN
      1. Jourdain du Bec (eventuell unehelich * vor 1333; † nach 1409); ⚭ NN (wohl Laurence alias Marie de l’Isle)
        1. Gervais du Bec († nach 1444 auf den britischen Inseln)
          1. Guillaume du Bec, genannt le Jeune

        2. Geoffroi (alias Georges) du Bec (* um 1400; † vor 8. September 1462), Seigneur du Bois-d’Illiers, de La Motte d’Usseau etc.; ⚭ Marie Postel
          1. Guillaume Crespin, genannt du Bec († 1. März 1490), Familienoberhaupt nach dem Erlöschen der älteren Linie, Seigneur de La Mothe-d’Usseau, du Bois d’Illiers, Semblançay et des Ponts de Tours, Notar und Sekretär des Königs; ⚭ Catherine de Brillac, Tochter von Georges, Seigneur de Courcelles, und Marguerite de Husson
            1. Gilles Crespin, genannt du Bec, Seigneur de La Mothe-d’Usseau et du Bois d’Illiers; ⚭ Françoise de Faye – Nachkommen († 17. Jahrhundert)
            2. Charles du Bec († 7. Juni 1501), Seigneur de Combs-la-Ville, dann de Vaux-La-Reine et de Paloisel, Archidiakon von Caen und Bayeux, Pfarrer an Saint-Paul in Paris, Conseiller-clerc au Parlement, Kommendatarabt von Saint-Martin de Sées, Kanoniker und Thesaurarius der Kirche von Rouen
            3. Jean (alias Guillaume) du Bec († 1503), Seigneur de Cany-en-Caux, Beauvoir-en-Caux, Boury (1498 gekauft), et Vaux-La-Reine; ⚭ 25. September 1491 Marguerite de Rocherolles, Dame de Vardes, Marais-Vernier, (* um 1460; † 11. April 1531), Tochter von Pierre III. de Roncherolles und Marguerite de Châtillon – Nachkommen siehe unten
            4. Jeanne du Bec; ⚭ 6. November 1472 Jean, Seigneur de la Roche-Andry

          2. Jean du Bec-Crespin († um 1504), 1489 Seigneur du Bois d’Illiers et du Mesnil-Simon; ⚭ (1) Isabel Martel; ⚭ (2) Marguerite de Quienville († nach 1510), Tochter von Guillaume, Seigneur de Quienville, und Perrette de La Vieuville (?); Nichte von Charles de La Viefville, Seigneur du Fretoy (?) – Nachkommen († 16. Jahrhundert)
          3. Jean de Bec († 3. Oktober 1495), Seigneur des Autieux et de Beauvoir-en-Caux, Kanoniker, Thesaurarius der Kirche von Rouen

    2. Michel Crespin († 30. August 1318), Kanoniker in Paris, Dekan von Saint-Quentin, 23. Dezember 1312 Kardinalpriester von Santo Stefano al Monte Celio, gründete die Chapelle Saint-Michel in der Kathedrale Notre-Dame de Paris

### Die Marquis de Vardes
1. Jean (alias Guillaume) du Bec († 1503), Seigneur de Cany-en-Caux, Beauvoir-en-Caux, Boury (1498 gekauft), et Vaux-La-Reine; ⚭ 25. September 1491 Marguerite de Rocherolles, Dame de Vardes, Marais-Vernier, (* um 1460; † 11. April 1531), Tochter von Pierre III. de Roncherolles und Marguerite de Châtillon – Vorfahren siehe oben
  1. Anne Crespin du Bec; ⚭ 24. April 1518 François Saladin d’Anglure, Chevalier, Vicomte d’Étoges, Seigneur de Givry et Fère-Champenoise (* um 1490; † 21. September 1544), Sohn von René (alias François) d’Anglure und Catherine de Bouzey, er heiratete in zweiter Ehe Marie de Vères
  2. Françoise Crespin du Bec († vor 1572), Dame de Saint-Aubin-en-Bray; ⚭ 1518 Jacques de Fouilleuse, Chevalier, Seigneur de Flavacourt, Saint-Aubin-en-Bray, Montagny et Bazincourt († 1545), Sohn von Jean de Fouilleuse, Chevalier, Seigneur de Flavacourt, und Claude d’Estouf de Pradines
  3. Charles I. Crespin du Bec (* um 1498;† vor 14. März 1551), Seigneur de Boury-en-Vexin, Marais-Vernier, Vardes, Vizeadmiral von Frankreich; ⚭ Juli 1517 Madeleine de Beauvilliers-Saint-Aignan, Dame du Plessis(-Marly)[15] (* um 1497; † nach 1533), Tochter von Méry de Beauvilliers-Saint-Aignan und Louise de Husson
    1. Charles II. Crespin du Bec (* um 1518; † vor 1577), Chevalier, Seigneur de Boury et du Marais-Vernier, Launay, Branday, La Noë-Pourceau, La Moricière; ⚭ (1) vor 1538 Marie de Clércy, Dame de Gonceville, Tochter von Guillaume de Clércy und Marguerite de Viennes; ⚭ (2) um 1572/73 Jeanne Laurens, Dame du Branday, Launay, La Morandaye, La Noë, La Moricière, Boury (~ 22. September 1545), 1576 bezeugt, Tochter von Guillaume Laurens und Marie du Pouëz, Witwe von Pierre de Sévigné, Seigneur de Vigneux, Baron des Rochers
      1. (1) Georges du Bec († 8. Dezember 1584), Chevalier, Baron de Boury et du Marais-Vernier, Chevalier de l’Ordre du Saint-Esprit, Gentilhomme ordinaire de la Chambre du Roi Henri III.; ⚭ 22. Juni 1571 Marie Jubert († 21. Januar 1613), Dame de Boury et de Vesly, Tochter von Claude Jubert, Conseiller au Parlement de Rouen, und Anne Remond
        1. Charles, Jean und Nicolas du Bec († jung)
        2. Elisabeth du Bec (* um 1572; † 27. September 1632), Dame de Boury; ⚭ 21. Oktober 1596 Jacques de Pellevé, Baron de Tourny et de Boury, Seigneur de La Tour-au-Bègue de Chaumont (* 1. April 1575; † 16. Mai 1610)
        3. Françoise du Bec; ⚭ 7. Juli 1606 Jacques de Pardieu, Seigneur châtelain de Maucomble, Grattepanche et Bailly-en-Rivière
        4. Charlotte du Bec (* 1581; † 10. November 1663); ⚭ 1616 François Le Tellier, Baron de La Luthumière, Seigneur de Brix, Sottevast, Saint-Martin-le-Gréard, Rauville-la-Bigot, Breuville, Gatteville, Barfleur, La Haye-d’Ectot, Saint-Jean-de-la-Rivière, Saint-Georges-de-la-Rivière et Varreville, Châtelain du Marais-Vernier et de La Rocque, Gouverneur von Cherbourg (* 1579; † 8. Februar 1658)
        5. Marie du Bec; ⚭ 21. September 1643 Pierre Mangon, Seigneur du Coudray († 1652)

      2. (1) Jean du Bec (* um 1540; † 20. Januar 1610), Doyen des Kapitels an der Kathedrale von Nantes, 1596 Titularbischof von Nantes, 30. Oktober 1596 Bischof von Saint-Malo, 1570–1602 Kommendatarabt von Mortemer, 1599–1602 von Notre-Dame de Melleray
      3. (2) Renée du Bec (* um 1573; † nach 16. Januar 1610); ⚭ vor 8. November 1604 René du Couëdic, Baron de La Boissière et La Bouexière († nach 16. Januar 1610)
      4. (2) Charles du Bec (* um 1574/75; † 19. November 1624), Chevalier, Seigneur de Gonzeville, Villebéon, la Gâtine et Beaurepaire, La Moricière et La Marne; ⚭ (1) nach 1591 Jeanne de Laubier, Damme de Villebon, Beaurepaire, La Gâtine, Blainville, Manneville, Bois-Landry et Frétigny (* vor 1570; † um 1600); ⚭ (2) 1601 Claude de Moy, Comtesse douairière de Chaligny, Marquise de Mouy, Comtesse de Cerny († 3. November 1627), Tochter und Erbin von Charles, Marquis de Mouy, Châtelain de Beauvais, und Catherine de Susanne, Comtesse de Cerny, Witwe von Henri de Lorraine, Comte de Chaligny[16]; ⚭ (3) 17. Juli 1604 Josijna van Dorp, Dame de Middelharnis et Villebon (* 1566; † 1646)

    2. Philippe Crespin du Bec (* 1519; † 10. Januar 1605), Bischof von Vannes, dann Bischof von Nantes und Erzbischof von Reims, Pair de France, Commandeur de l’Ordre du Saint-Esprit
    3. Anne Crespin du Bec († vor 1591)
    4. Pierre Crespin du Bec (* um 1525), Seigneur de Vardes et de La Bosse; ⚭ Louise de Chanteloup, Dame de La Bosse († 2. September 1659), Dame d’honneur der Königin Marie Thérèse d’Autriche
      1. Marie Crespin du Bec († nach 1623); ⚭ Jean de Marle († Dezember 1623), Chevalier, Seigneur d’Amécourt, Sénouville et La Ferrière, Sohn von Nicolas II. de Marle und Marguerite de Beauvais, Witwer von Jeanne de Hervieu
      2. René I. Crespin du Bec († 28. Dezember 1633), Chevalier, Marquis de Vardes, 1599 Baron de La Bosse-en-Vexin, Capitaine des Cent-Suisses de la Garde ordinaire du Roi, Gouverneur de La Capelle-en-Thiérache, 31. Dezember 1619 Chevalier de l’Ordre du Saint-Esprit; ⚭ (1) 20. Januar 1592 Hélène d’O († 14. Oktober 1613), Tochter von Charles II. d’O, Seigneur de Franconville, und Marguerite Madeleine de l’Hôpital-Vitry, Witwe von François de Roncherolles, Seigneur de Mainneville et Vieuville (X 17. Mai 1589 bei Senlis); ⚭ (2) 25. Mai 1618 Isabelle de Coucy-Vervins, Dame et Marquise de Vervins, Tochter von Jacques II. de Coucy-Vervins und Antoinette d’Oignies de Chaulnes, Witwe von Roger de Comminges
        1. (1) Jean Crespin du Bec († ermordet 1616 in Italien von Banditen oder in der Normandie von Bauern[17]
        2. (1) René II. Crespin du Bec († nach 1636), Marquis de Vardes, Baron de La Bosse, Gouverneur von La Capelle; ⚭ 1617 Jacqueline de Bueil, (* 1588; † Oktober 1651), 1604 Comtesse de Moret, Mätresse des Königs Heinrich IV. (beider Sohn war Antoine de Bourbon, comte de Moret), Tochter von Claude de Bueil, Seigneur de Courcillon et de la Marchette, und Catherine de Montcler, Witwe von Philippe de Harlay-Champvallon
          1. René François Nicolas du Bec-Crespin (alias François Aimé René; * 1621; † 3. September 1688), Chevalier, Marquis de Vardes, Baron de La Bosse, Comte de Moret, Seigneur de Tibivilliers, Montelle et Montmorin, Gouverneur von Aigues-Mortes und La Capelle, Capitaine des Cent-Suisses de la garde ordinaire du Roi, 13. Dezember 1661 Chevalier de l’Ordre de Saint-Esprit; ⚭ 6. Juni 1654 Catherine Nicolay († 28. Juni 1661), Tochter von Antoine Nicolay, Marquis de Goussainville, Premier Président de la Chambre des comptes, und Marie Amelot; der Marquis de Vardes war Liebhaber u. a. von: Diane Chasteigner (1643)[18]; Anne-Elisabeth de Lannoy, Duchesse d’Elbeuf (1653)[19]; Charlotte-Marie de Daillon, Duchesse de Roquelaure (1654)[20]; Anna Maria Martinozzi, Princesse de Conti (1655); Olympia Mancini, Comtesse de Soissons (1660); Henrietta Anne Stuart, Duchesse d’Orléans (1662) und Louise de Saint-Bonnet (1671)
            1. Catherine Marie Elisabeth du Bec-Crespin (* 4. April 1661; † 27. März 1743); ⚭ 18. Juli 1678 Louis de Rohan-Chabot (* 3. November 1652; † 17./18. August 1727), Duc de Rohan, Pair de France, Prince de Léon etc. (Rohan-Chabot)

          2. Antoine du Bec, Comte de Moret (* um 1623; † 13. August 1658 bei der Belagerung von Gravelines durch einen Kanonenschuss), Lieutenant-général des Armées du Roi
            1. (unehelich, Mutter: Ninon de Lenclos, Tochter von Henri († 1631) und Marie-Barbe de La Marche) Antoine († 1667 bei der Belagerung von Lille), genannt Chevalier de Moret

        3. (1) Claude Crespin du Bec († 1671), Marquis de la Bosse; ⚭ (Ehevertrag 16. Februar 1636) Charlotte Prud’homme; ⚭ (2) NN
        4. (1) Renée Crespin du Bec de Vardes (* 1613; † 2. September 1659), Dame de Budes, Bevollmächtigte und Unterhändlerin des Kardinals Jules Mazarin, 1646 Surintendante der Königin Luisa Maria Gonzaga von Polen, Première dame d’honneur de la Reine Maria Teresa; ⚭ (1) 20. September 1616, geschieden 1628, Jean Baron de Chépy de Grouches, Chevalier, Baron de Chépy, Seigneur de Gribauval, Huppy, Saint-Maxent, Caumont, Grébaumaisnil, Poultière, Trenquie, Limeu et Onicourt († 1650), Sohn von Robert, Seigneur de Gribauval, und Anne, Dame de Chépy de La Riviére; ⚭ (2) 1632 Jean-Baptiste de Budes, Comte de Guébriant, 1642 Marschall von Frankreich, Comte de Périgord, Vicomte de Limoges, Gouverneur des Enfants de France et du Dauphin (X 24. November 1643), Sohn von Charles, Seigneur du Plessis-Budes, und Anne, Dame de Quatrevaux

    5. Françoise Crespin du Bec (* um 1528; † vor 19. Mai 1591), Dame de Buhy et du Grand-Plessis-Marly, testiert 20. März 1591; ⚭ um 1536 Jacques de Mornay († 1559), Seigneur de Buhy, La Chapelle-en-Vexin, Montreuil, Fayel et Boisemont, Sohn von Philippe de Mornay und Berthe d’Isques – die Eltern von Philippe Duplessis-Mornay (1549–1623)